# Zaułek Pokutniczy we Wrocławiu
Zaułek Pokutniczy (niem. Altbüsser-Ohle, czyli Oława Łaciarska) – dawna ulica Wrocławia.

## Historia
Zaułek został wytyczony w 1866 roku na miejscu zasypanej w tym samym roku wewnętrznej fosy miejskiej, tj. nurtu Czarnej Oławy. Jego oryginalna nazwa – Altbüsser-Ohle – pochodziła od zamieszkujących tę okolicę od XIII wieku łataczy obuwia (niem. Altbüßer lub Altbesserer). Owi łatacze mieli prawo dokonywać jedynie napraw starych butów i nie mogli sprzedawać nowych. Zaułek ciągnął się od ulicy Świdnickiej do placu św. Krzysztofa, zgodnie z biegiem dawnej fosy wewnętrznej, lekko skręcając w kierunku północno-zachodnim. Od południa łączył się z nieistniejącą już dziś ulicą Słodową (niem. Hummerei Straße), a od północy z Zaułkiem Ślepym, zwanym również Sakwowym (niem. Seitenbeutel, Am Seitenbeutel).
Po II wojnie światowej niemiecka nazwa została błędnie przetłumaczona (der Büßer → pokutnik) i od roku 1945 do 1975 uliczka nosiła nazwę Zaułek Pokutniczy. Zmniejszono również wówczas jej długość: kończyła się na ul. Szewskiej.
W Zaułku Pokutniczym znajdowało się kilka budynków użyteczności publicznej:
- Od strony północnej, przy skrzyżowaniu z ulicą Świdnicką, znajdował się dom handlowy Briegera i Sonnenfelda (Świdnicka 43b) zaprojektowany przez W. Holensa w 1853 roku[1].
- Przy skrzyżowaniu z ulicą Łaciarskią, w budynku wzniesionym już w latach 1668–1669, znajdowało się pierwotnie więzienie, a następnie dom pracy przymusowej i przytułek, a od lat 30. XX wieku wrocławska siedziba Hitlerjugend[1].
- Obok, pod numerem 58, znajdował się zachowany do dzisiaj budynek Towarzystwa Osiedlowego Wrocław (Siedlungsgesellschaft Breslau AG), po 1945 siedziba Wrocławskiego Przedsiębiorstwa Budownictwa Przemysłowego nr 2 Wrobis S.A.
- Wschodni koniec ulicy wychodzący na pl. św. Krzysztofa zamknięty był bramą Giełdy Zbożowej wzniesionej około 1870 roku[2].